# Oberhoffen-lès-Wissembourg
Oberhoffen-lès-Wissembourg (en alsacià Owerhoffe) és un municipi francès, situat a la regió del Gran Est, al departament del Baix Rin. L'any 1999 tenia 279 habitants.
Forma part del cantó de Wissembourg, del districte de Haguenau-Wissembourg i de la Comunitat de comunes del Pays de Wissembourg.

## Demografia
| 1962 | 1968 | 1975 | 1982 | 1990 | 1999 |
| ---- | ---- | ---- | ---- | ---- | ---- |
| 93   | 107  | 110  | 160  | 201  | 279  |

## Administració
| Període | Identitat     | Partit |
| ------- | ------------- | ------ |
| 2001    | Robert Arnold |        |